# 藤原公成
藤原 公成（ふじわら の きんなり）は、平安時代中期の公卿。藤原北家閑院流、中納言・藤原実成の長男。官位は従二位・権中納言。白河天皇の外祖父。滋野井別当と号す。

## 経歴
幼名は犬君。幼くして祖父である太政大臣藤原公季の養子となり、その溺愛を受ける。公季は公の行事にあたっても常に公成を同道し、また皇太子敦良親王（後の後朱雀天皇）に対しても痛切に公成の引き立てを懇願したという。その様子は親王から些か滑稽に思われる程だったと伝えられる（『大鏡』）。
一条朝末の寛弘8年（1011年）元服と同時に叙爵し、同年従五位上・侍従に叙任される。右兵衛佐を経て、長和2年（1013年）右近衛少将に任ぜられると、長和3年（1014年）従四位下、長和5年（1016年）従四位上次いで正四位下、寛仁元年（1017年）右近衛権中将と近衛次将を務めながら昇進を重ねた。また、寛仁元年（1017年）敦良親王が春宮に立てられると、公成は春宮権亮を兼ねている。
寛仁4年（1020年）蔵人頭に補せられると、これを約6年に亘って務めたのち、万寿3年（1026年）参議に任ぜられて公卿に列す。参議任官と同時に近衛中将や春宮権亮などの兼官は全て止められていたが、長元3年（1030年）左兵衛督を、長元7年（1034年）には検非違使別当を兼帯し、この間の長元5年（1032年）従三位、長元8年（1035年）正三位と昇叙されている。
長元9年（1036年）かつて春宮権亮として仕えていた敦良親王が即位（後朱雀天皇）。公成は特別な昇進に与ることはなかったが、同年の大嘗会にて御禊御後次第司長官を務めたほか、長元10年（1037年）藤原嫄子の中宮冊立に伴って、中宮権大夫を兼帯した。翌長暦2年（1038年）正月に父の中納言・藤原実成が大宰府天満宮を支配していた安楽寺との紛争により解官・除名されてしまうが、公成は事件の影響を受けなかったらしく、同年12月に従二位に叙せられている。
長久4年（1043年）正月に上席の参議であった源隆国を超えて権中納言に昇進する。しかし、同年6月に検非違使別当を辞任し、同月24日に薨去。享年45。
公成自身は早世したこともあって官位は従二位・権中納言に終わったが、娘の茂子が大納言藤原能信の養女として後三条天皇の妃となり白河天皇を産んだことを契機に多くの国母を輩出し、後世において閑院流は大いに繁栄した。

## 官歴
『公卿補任』による。
- 寛弘8年（1011年） 正月29日：叙爵（中宮御給、元服日）。10月16日：従五位上（冷泉院御給）。12月18日：侍従
- 寛弘9年（1012年） 正月27日：右兵衛佐。11月21日：正五位下（冷泉院御給）
- 長和2年（1013年） 6月23日：右近衛少将
- 長和3年（1014年） 正月6日：従四位下。3月28日：兼近江権介
- 長和5年（1016年） 正月6日：従四位上（禎子内親王御給）。11月14日：正四位下（悠紀国司）
- 寛仁元年（1017年） 8月9日：兼春宮権亮（春宮・敦良親王立坊日）。8月30日：右近衛権中将
- 寛仁4年（1020年） 12月6日：蔵人頭（頭中将）
- 寛仁5年（1021年） 正月24日：兼備前権守
- 治安3年（1023年） 12月15日：左近衛中将
- 万寿3年（1026年） 10月6日：参議、止兼官
- 万寿4年（1027年） 正月27日：兼近江権守
- 長元2年（1029年） 10月27日：服解（父）。12月7日：復任
- 長元3年（1030年） 正月26日：兼左兵衛督
- 長元5年（1032年） 正月6日：従三位
- 長元6年（1033年） 6月29日：兼備前権守または播磨権守
- 長元7年（1034年） 9月27日：兼検非違使別当
- 長元8年（1035年） 11月11日：正三位（中宮自斎院入内賞）
- 長元9年（1036年） 9月5日：大嘗会御禊御後次第司長官
- 長元10年（1037年） 3月1日：兼中宮権大夫（中宮・藤原嫄子）、播磨権守
- 長暦2年（1038年） 正月29日：兼近江権守または備前権守。12月21日：従二位（春日行幸行事賞）
- 長暦3年（1039年） 8月28日：止権大夫
- 長久4年（1043年） 正月24日：権中納言（超隆国）、督如元。正月29日：別当如元。6月19日：辞別当。6月24日：薨去

## 系譜
- 父：藤原実成
- 母：藤原陳政の女[1]
- 妻：藤原定佐の女
  - 次男：藤原実季（1035-1092）
  - 三男：慶信
- 妻：藤原知光の女
  - 長女：藤原茂子（?-1062）
- 妻：小式部内侍 - 橘道貞と和泉式部の女
  - 長男：頼仁（1025-?）[2]